# 난부 노부타미

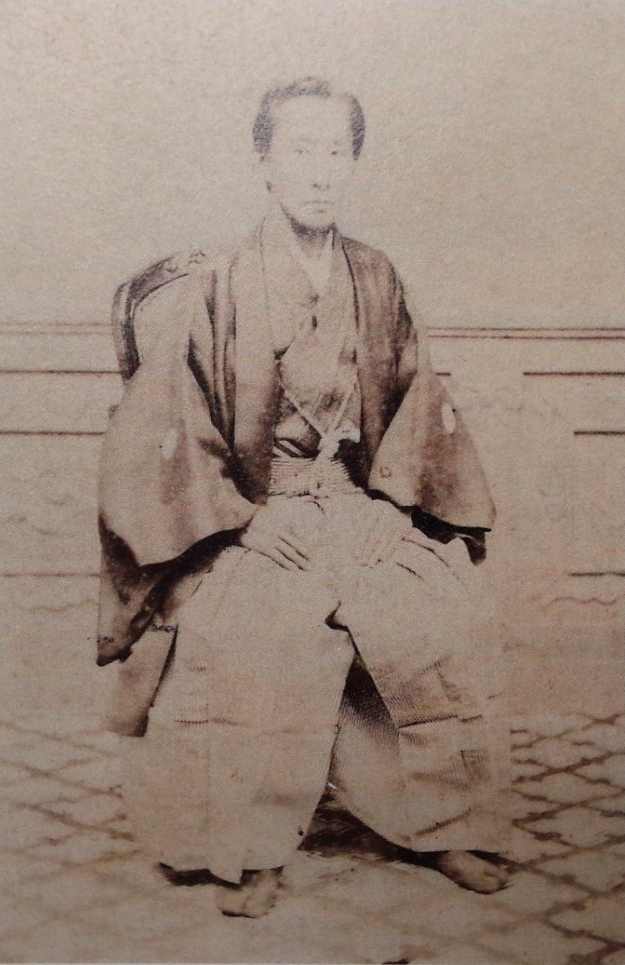
난부 노부타미

난부 노부타미(일본어: 南部信民, 1833년 5월 ~ 1900년 3월 15일)는 무쓰노쿠니 시치노헤번 3대 번주이다. 관위는 종5위하, 미마사카노카미(美作守)이다.
1833년, 난부 노부나리(南部信也)의 넷째 아들로 태어났다. 시치노헤번 번주 난부 노부노리(南部信誉)의 양자로 들어가, 1862년 노부노리의 사망으로 번주 자리를 이었다. 막부 말기의 상황 속에서 모리오카번과 행동을 같이 하여, 1868년 보신 전쟁에서는 오우에쓰 열번동맹에 가입하고 신정부 편으로 돌아선 히로사키번을 공격하였다. 이 때문에 전쟁 이후 신정부로부터 1천 석 영지 삭감과 강제 은거 조치를 받아, 양자 노부카타(信方)에게 번주 자리를 물려주었다. 그러나 노부카타가 어린 관계로 실질적인 정치는 그가 관장하였고, 목축, 양잠 등의 산업 장려와 교육 보급에 힘썼다. 1900년, 68세의 나이로 사망하였다.
| 전임 난부 노부노리 | 제3대 시치노헤번 번주 1862년 ~ 1868년 | 후임 난부 노부카타 |